# ФК «Крылья Советов» Куйбышев в сезоне 1958
Сезон 1958 — 14-й сезон «Крыльев Советов» в чемпионате СССР. По итогам чемпионата команда заняла 10-е место. 

## Чемпионат СССР

### Турнирная таблица
| Место | Команда                   | И  | В | Н | П  | Мячи  | О  |
| ----- | ------------------------- | -- | - | - | -- | ----- | -- |
| 8     | Шахтер (Сталино)          | 22 | 9 | 3 | 10 | 22-32 | 21 |
| 9     | Динамо (Тбилиси)          | 22 | 8 | 3 | 11 | 34-55 | 19 |
| 10    | Крылья Советов (Куйбышев) | 22 | 6 | 6 | 10 | 23-29 | 18 |
| 11    | Молдова (Кишинёв)         | 22 | 3 | 9 | 10 | 25-47 | 15 |
| 12    | Адмиралтеец (Ленинград)   | 22 | 3 | 0 | 19 | 22-63 | 6  |

## Матчи
| 29 марта 1958 2 тур | Локомотив (Москва) | 0:0 | Крылья Советов (Куйбышев) |  |

| 04 апреля 1958 3 тур | Крылья Советов (Куйбышев) | 0:0 | Динамо (Москва) |  |

| 09 апреля 1958 4 тур | Торпедо (Москва) | 2:2 | Крылья Советов (Куйбышев) |  |

| 15 апреля 1958 5 тур | Крылья Советов (Куйбышев) | 1:2 | Зенит (Ленинград) |  |

| 21 апреля 1958 6 тур | Крылья Советов (Куйбышев) | 1:3 | Спартак (Москва) |  |

| 25 апреля 1958 1 тур | Крылья Советов (Куйбышев) | 1:0 | ЦСК МО |  |

| 02 мая 1958 11 тур | Крылья Советов (Куйбышев) | 1:1 | Молдова (Кишинёв) |  |

| 07 мая 1958 7 тур | Шахтер (Сталино) | 1:1 | Крылья Советов (Куйбышев) |  |

| 13 мая 1958 10 тур | Динамо (Тбилиси) | 3:0 | Крылья Советов (Куйбышев) |  |

| 18 мая 1958 8 тур | Адмиралтеец (Ленинград) | 2:0 | Крылья Советов (Куйбышев) |  |

| 01 июля 1958 9 тур | Крылья Советов (Куйбышев) | 0:0 | Динамо (Киев) |  |

| 31 июля 1958 12 тур | ЦСК МО | 1:0 | Крылья Советов (Куйбышев) |  |

| 03 августа 1958 15 тур | Динамо (Москва) | 3:0 | Крылья Советов (Куйбышев) |  |

| 11 августа 1958 16 тур | Спартак (Москва) | 4:1 | Крылья Советов (Куйбышев) |  |

| 15 августа 1958 19 тур | Крылья Советов (Куйбышев) | 3:0 | Динамо (Тбилиси) |  |

| 30 августа 1958 18 тур | Крылья Советов (Куйбышев) | 3:0 | Адмиралтеец (Ленинград) |  |

| 05 сентября 1958 20 тур | Динамо (Киев) | 2:1 | Крылья Советов (Куйбышев) |  |

| 14 сентября 1958 13 тур | Крылья Советов (Куйбышев) | 4:1 | Локомотив (Москва) |  |

| 20 сентября 1958 14 тур | Зенит (Ленинград) | 1:2 | Крылья Советов (Куйбышев) |  |

| 26 сентября 1958 21 тур | Молдова (Кишинёв) | 1:0 | Крылья Советов (Куйбышев) |  |

| 02 октября 1958 22 тур | Крылья Советов (Куйбышев) | 0:2 | Торпедо (Москва) |  |

| 19 октября 1958 17 тур | Крылья Советов (Куйбышев) | 2:0 | Шахтер (Сталино) |  |

## Кубок СССР
| 08 октября 1958 1/8 финала | Крылья Советов (Куйбышев) | 0:2 | Локомотив (Москва) |  |

## Товарищеские матчи
| 1958 | Крылья Советов (Куйбышев) | 1:2   | СКВО (Куйбышев) | Куйбышев |
|      |                           | отчёт |                 |          |

| 18.06.1958 | Йювяскюля | 1:14  | Крылья Советов (Куйбышев) | Куйбышев |
|            |           | отчёт | Хусаинов–5 · Фёдоров—5    |          |